# Sematophyllum lebouvieri
Sematophyllum lebouvieri là một loài rêu trong họ Sematophyllaceae. Loài này được Ochyra mô tả khoa học đầu tiên năm 2010.